# Ttujur (Aragatsotn)
Pour l’article homonyme, voir Ttujur (Gegharkunik).
Ttujur (en arménien Թթուջուր ; jusqu'en 1950 Imrlu) est une communauté rurale du marz d'Aragatsotn, en Arménie. Elle compte 380 habitants en 2009.